# Urophora christophi
Urophora christophi
 es una especie de insecto díptero. Friedrich Hermann Loew lo describió científicamente por primera vez en el año 1869.
Esta especie pertenece al género Urophora de la familia Tephritidae.